# Košická Polianka
Košická Polianka es un municipio del distrito de Košice-okolie en la región de Košice, Eslovaquia, con una población estimada a final del año 2024 de 1066 habitantes.
Se encuentra ubicado en el centro de la región, en la cuenca hidrográfica del río Sajó (afluente derecho del Tisza) y cerca de la frontera con la región de Prešov y con Hungría.

## Demografía
| Año        | 1994 | 2004    | 2014     | 2024    |
| ---------- | ---- | ------- | -------- | ------- |
| Población  | 906  | 912     | 1007     | 1066    |
| Diferencia |      | +0,66 % | +10,41 % | +5,85 % |

| Año        | 2023 | 2024    |
| ---------- | ---- | ------- |
| Población  | 1063 | 1066    |
| Diferencia |      | +0,28 % |